# Eighteen Mile Creek
Der Eighteen Mile Creek oder Eighteenmile Creek (wörtlich übersetzt: „18-Meilen-Bach“) ist der zweitgrößte Zufluss des Eriesees im US-Bundesstaat New York. Der Eighteen Mile Creek verläuft im südlichen Erie County (New York).

## Name
Der Name leitet sich von der Entfernung des Flusses zu dem weiter nördlich verlaufenden Niagara River in Buffalo ab. Der Fluss wurde von den Seneca Koughquaugu Creek genannt.

## Kurs
Von seiner Quelle im Verwaltungsgebiet von Concord NY fließt der Eighteen Mile Creek nach Norden und dann nach Westen, bevor er bei der Gemeinde Highland-on-the-Lake und der Stadt Evans NY in den Eriesee mündet. Der Fluss hat einen größeren Nebenfluss, den South Branch Eighteen Mile Creek. Dieser mündet im Eighteen Mile Creek County Park von links in den Hauptfluss. Die Eternal Flame Falls bilden einen Wasserfall an einem rechten Nebenfluss des Eighteen Mile Creek.

## Geologie
Der untere Abschnitt des Eighteen Mile Creek ist seit dem 19. Jahrhundert für seinen Reichtum an Fossilien bekannt. Im Flussbett liegen Schieferbänder frei, die von Kalkstein überlagert sind und die zahlreiche Fossilien aus der mittleren bis späten Devon-Periode liefern. Dazu gehören Korallen wie Heliophyllum und Favosites, sowie verschiedene Arten von Seelilien, Brachiopoden, Moostierchen, Muscheln und Trilobiten.
Teile des Flusslaufs und dessen Umgebung in der Nähe von Hamburg wurden aufgrund des Fossilienreichtums als "Kritisches Umweltgebiet" ausgewiesen.

## Tourismus
Es gibt viele Wälder und Parks entlang dem Flusslauf. Außerdem ist der Eighteen Mile Creek ein bekanntes Angelgewässer, in dem auch Sportfischwettbewerbe stattfinden.